# Caulastraea echinulata
Caulastraea echinulata е вид корал от семейство Faviidae. Видът е уязвим и сериозно застрашен от изчезване.

## Разпространение и местообитание
Разпространен е в Австралия, Американска Самоа, Виетнам, Индонезия, Камбоджа, Малайзия, Нова Каледония, Палау, Папуа Нова Гвинея, Провинции в КНР, Самоа, Сингапур, Соломонови острови, Тайван, Тайланд, Филипини и Япония.
Обитава океани, морета, лагуни и рифове в райони с тропически климат. Среща се на дълбочина около 2 m.

## Описание
Популацията на вида е намаляваща.